# 中国共産党青海省委員会
中国共産党青海省委員会（ちゅうごくきょうさんとうせいかいしょういいんかい）は中国共産党に所在する青海省を運営する組織である。
中国共産党青海省委員は中国共産党青海省大会という選挙によって選出される。大会が開催されていない期間は、中国共産党中央委員会の指示を青海省で実行し、青海省の行動を指導し、中国共産党中央委員会に定期的に報告する。

## 沿革
1949年9月、中国共産党青海省委員会に建立。

## 職責
『中国共産党地方委員会工作条例』によると、中国共産党地方委員会は主に政治、思想と組織指導を実行し、以下の職能を担う：
1. 地域の主要な問題についての意思決定を行う。
2. 法的手続きを通じて、党組織の主張を地方の規制、地方政府の規則又はその他の政令にする。
3. 地域の思想文化宣伝工作に対する指導を強化し、イデオロギー工作の指導権、発言権をしっかりと掌握する。
4. 幹部管理権限に従い幹部を任免し、管理し、地方国家機関、政協組織、人民団体、国有企業事業単位等に重要幹部を推薦する。
5. 人民代表大会、政府、政治協商会議、裁判所、検察院、人民団体などが法により規約に基づき独立して責任を負い、協調一致して業務を展開することを支持・保証し、これらの組織における党グループの指導の核心的役割を発揮する。
6. 地域の群団活動と統一戦線活動に対する指導を強化する。
7. 所属する党組織と広範な党員を動員、組織し、大衆を団結させて党の目標任務を実現する。

## 構成機関
『青海省機構改革方案』によると、中国共産党青海省委員会には15の工作機関が設置され、工作機関が管理する機関（副庁級）が1つある。中国共産党青海省委員会は以下の機構を設置している：
- 中国共産党青海省委員会弁公庁

### スキル部門
- 中国共産党青海省委員会組織部
- 中国共産党青海省委員会宣伝部
- 中国共産党青海省委員会統一戦線工作部
- 中国共産党青海省委員会政法委員会

### 仕事部門
- 中国共産党青海省委員会組織部政策研究室
- 中国共産党青海省委員会組織部国家安全委員会弁公室
- 中国共産党青海省委員会網絡安全・情報化委員会弁公室
- 中国共産党青海省委員会財経委員会弁公室
- 中国共産党青海省委員会機構編成委員会弁公室
- 中国共産党青海省委員会軍民融合発展委員会弁公室
- 中国共産党青海省委員会台港澳工作弁公室
- 中国共産党青海省委員会巡回指導者小組弁公室
- 中国共産党青海省委員会老幹部局

### 派遣機関
- 中国共産党青海省委員会直属機関工作委員会

### 直属事業単位
- 中国共産党青海省委員会党校
- 青海社会主義学院
- 『青海日報（中国語版）』社
- 中国共産党青海省委員会党史研究院
- 青海省公文書館

……

### 作業組織が管理する機関
- 中国共産党青海省委員会機密局（省委員会弁公庁が管理する）

## 歴代の書記
| 肖像 | 氏名   | 就任           | 退任           | 注            |
| ---- | ------ | -------------- | -------------- | ------------- |
|      | 張仲良 | 1949年9月      | 1954年5月      | [ 1 ]         |
|      | 高峰   | 1954年5月      | 1961年8月      | [ 1 ]         |
|      | 王昭   | 1961年8月      | 1962年11月     | [ 1 ]         |
|      | 楊植霖 | 1962年11月     | 1966年5月      | [ 1 ]         |
|      | 劉賢権 | 1967年8月      | 1977年2月      | [ 1 ]         |
|      | 譚啓龍 | 1977年2月      | 1979年12月     | [ 1 ]         |
|      | 梁歩庭 | 1979年12月     | 1982年12月     | [ 1 ]         |
|      | 趙海峰 | 1982年12月     | 1985年7月      | [ 2 ]         |
|      | 尹克升 | 1985年7月      | 1997年3月      | [ 3 ]         |
|      | 田成平 | 1997年3月      | 1999年6月      | [ 4 ]         |
|      | 白恩培 | 1999年6月      | 2001年10月     | [ 5 ]         |
|      | 蘇栄   | 2001年10月     | 2003年8月      | [ 6 ]         |
|      | 趙楽際 | 2003年8月19日  | 2007年3月26日  | [ 7 ]         |
|      | 強衛   | 2007年3月26日  | 2013年3月19日  | [ 8 ]         |
|      | 駱恵寧 | 2013年3月19日  | 2016年6月29日  | [ 9 ]         |
|      | 王国生 | 2016年6月29日  | 2018年3月21日  | [ 10 ]        |
|      | 王建軍 | 2018年3月21日  | 2022年3月29日  | [ 10 ] [ 11 ] |
|      | 信長星 | 2022年3月29日  | 2023年1月3日   | [ 11 ]        |
|      | 陳剛   | 2023年1月3日   | 2024年12月31日 | [ 12 ]        |
|      | 呉暁軍 | 2024年12月31日 | 現在           | [ 13 ]        |

## 歴代の構成員
第十一期省委（2007年5月27日 - 2012年5月）
- 書記：強衛
- 副書記：宋秀巖（女）、駱恵寧
- 常務委員：李津成、仁青加（藏族）、穆東升（回族）、曲青山、王秦豊、沈何、王建軍、李鵬新、李炳仁、徐福順、多傑熱旦（藏族）

第十二期省委（2012年5月-2017年5月）
- 書記：強衛（-2013年3月）、駱恵寧（2013年3月-2016年6月）、王国生（2016年6月-）
- 副書記：駱恵寧（-2016年6月）、王建軍、郝鵬（2013年4月-2016年12月）、劉寧（2017年4月-）
- 常務委員：強衛（-2013年3月）、駱恵寧（-2016年6月）、王建軍、穆東升（回族）（-2013年1月）、徐福順（-2013年5月）、駱玉林（-2015年12月）、吉狄馬加（彜族）（-2015年4月）、多傑熱旦（藏族）（-2013年2月）、斉玉（-2013年5月）、王小青（-2015年5月）、蘇寧（女）（-2015年5月）、武玉德（-2014年7月）、毛小兵（-2014年4月）、旦科（藏族）（-2016年11月）、王令浚（2012年12月-2015年4月）、郝鵬（2013年4月-2016年12月）、張光栄（2013年6月-2017年1月）、王暁（2013年5月-）、馬順清（回族）（2014年7月-2017年3月）、李松山（2014年8月-）、張建民（2015年4月-2016年10月）、王予波（2015年4月-）、張西明（2015年5月-）、胡昌升（2015年6月-）、王暁勇（2016年2月-）、王国生（2016年6月-）、公保紮西（藏族）（2016年12月-）、劉寧（2017年4月-）、滕佳材（2017年4月-）、王宇燕（女）（2017年4月-）

第十三期省委（2017年5月-2022年5月）
- 書記：王国生（-2018年3月）、王建軍（2018年3月-2022年3月）、信長星（2022年3月-）
- 副書記：王建軍（-2018年3月）、劉寧（-2020年6月）、信長星（2020年7月-2022年3月）、呉暁軍（2021年4月-）、訚柏（納西族）（2022年4月-）
- 常務委員：王国生（-2018年3月）、王建軍（-2022年3月）、劉寧（-2020年6月）、王暁（-2020年12月）、公保紮西（藏族、-2022年1月）、滕佳材（-2021年12月）、張西明（-2020年3月）、王予波（-2019年6月）、胡昌升（-2017年7月）、嚴金海（藏族、-2020年7月）、王宇燕（女）（-2021年9月）、于叢樂、馬吉孝（回族）、曲新勇（2018年1月-2020年4月）、訚柏（納西族）（2018年9月-）、李傑翔（2019年9月-2022年4月）、陳瑞峰（2020年7月-）、信長星（2020年7月-）、劉格平（2021年1月-）、王黎明（2021年2月-）、呉暁軍（2021年4月-）、趙月霞（女）（2021年7月-）、汪洋（2022年2月-）、王衛東（2022年3月-）、王大南（2022年4月-）

第十四期省委（2022年5月至今）
- 書記：信長星（-2023年1月）、陳剛（2023年1月-2024年12月）、呉暁軍（2024年12月-）
- 副書記：呉暁軍（-2024年12月）、誾柏（納西族）（-2022年7月）、劉奇凡（2023年12月-）、羅東川（2024年12月-）
- 常務委員：信長星（-2023年1月）、呉暁軍、訚柏（納西族）（-2022年7月）、陳瑞峰（-2023年3月）、王衛東、汪洋（-2024年1月）、趙月霞（女）、才讓太（藏族）、王大南、王林虎（-2024年11月）、烏拉孜別克・熱蘇力汗（哈薩克族）、班果（藏族）、朱向峰（土族）、衣述強（2022年11月-）、陳剛（2023年1月-2024年12月）、楊発森（2023年5月-2024年10月）、劉奇凡（2023年12月-）、劉美頻（2024年4月-）、何録春（2024年12月-）、張錦剛（2024年12月-）、羅東川（2024年12月-）